# Frederick de la Pole

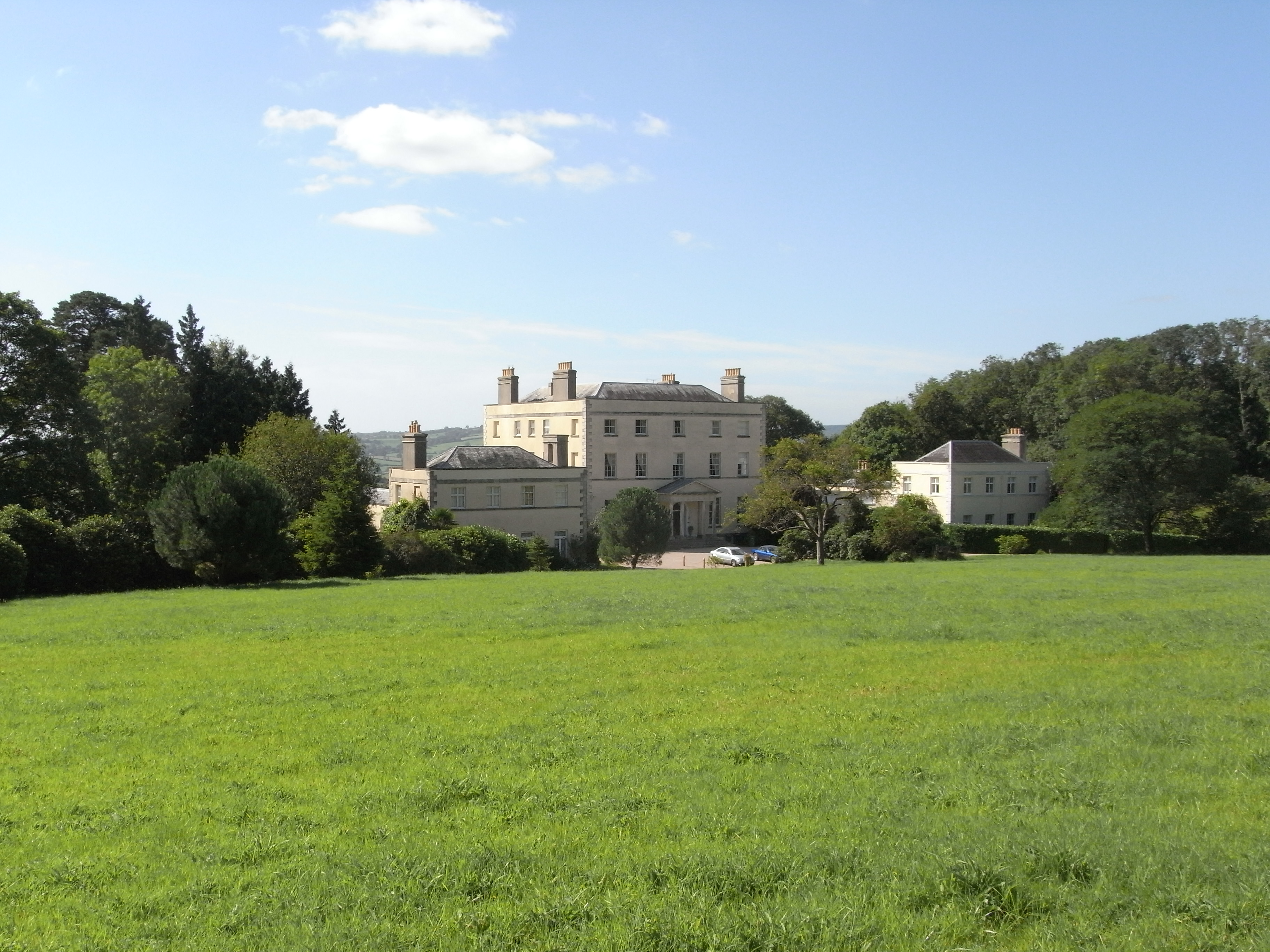
New Shute House, das von Frederick de la Pole seinem Verwandten John Pole-Carew vererbt wurde

Sir Frederick Arundell de la Pole, 11. Baronet (* 25. Dezember 1850; † 12. Februar 1926) war ein britischer Adliger.
Frederick de la Pole wurde als Frederick Arundell Pole als jüngerer Sohn von Sir William Pole, 9. Baronet und dessen Frau Margaret Talbot geboren. Nach dem Tod seines älteren Bruders Edmund de la Pole, 10. Baronet erbte er 1912 den Titel Baronet, of Shute House in the County of Devon, sowie die Anwesen Old und New Shute House bei Axminster in Devon, wozu über 18 km2 Grundbesitz gehörten. Dazu änderte er seinen Namen in de la Pole. 1916 wurde er Friedensrichter und 1917 diente er als High Sheriff von Devon. Er blieb unverheiratet und kinderlos. Nach seinem Tod erbte sein Cousin fünften Grades John Pole-Carew den Besitz von Shute sowie den Titel.